# Erseka
Erseka (görög Erszéka / Ερσέκα) kisváros, egyúttal községközpont Albánia délnyugati részén, Korça városától légvonalban 32, közúton 45 kilométerre dél–délnyugatra, a Gramoz-hegység nyugati lankáit képező Kolonjai-fennsíkon. Korça megyén belül Kolonja község székhelye, Erseka alközség központja, egyúttal egyetlen települése is. A 2011-es népszámlálás alapján az alközség, azaz Erseka város népessége 3746 fő. Az ország legkisebb népsűrűségű területének fiatal kisvárosa kevés látnivalóval.

## Fekvése
Erseka Albánia legmagasabban fekvő városa kb. 1020 méteres tengerszint feletti magasságával. A várostól keletre húzódó Gramoz-hegység lábát képező Kolonjai-fennsíkon (albán Gropa e Kolonjës, a. m. ’Kolonjai-árok’) fekszik. Északról és északnyugatról az Osum forrásvidéke, a Psari- és Kodrasi-dombság vonulatai teszik védetté a várost, az ezeken túl húzódó Qafa e Qarrit (’Csertölgy-hágó’, 1123 m) biztosítja az összeköttetést az északra elterülő Korçai-medencével. A városkát átszeli a Korçából kiinduló SH75-ös jelű főút, amely déli–délnyugati irányban, Leskovikon és Përmeten keresztül Albánia délnyugati vidékeivel biztosítja összeköttetését.

## Története
Benedetto Ramberti itáliai utazó 1534-ben az „albániai szandzsákok” egyikeként említette Ersekát, és bár a település valójában soha nem volt szandzsákszékhely, e feljegyzés arra utal, hogy a török hódoltság évszázadaiban már regionális központként, esetleg piachelyként létezett.
Az 1912-ben függetlenné vált Albánia határainak kijelölésekor a görög megszállás alatt lévő települést Albániának ítélte a nemzetközi határbizottság. 1914. május 2-án görög katonák támadtak meg és pusztítottak el egy közeli falut, majd az első világháború során, 1917. február közepétől a francia és olasz megszállási zónák határán feküdt a település.
A második világháborúban az országot megszálló olaszok lettek a település urai. 1940 augusztusában a közelből származó Xhafer Ypi igazságügy-miniszter titokban a megszállók ellen küzdő szabadcsapatot szervezett Erseka környékén. 1940. november 19-én az albán területre lépő görög hadsereg foglalta el Ersekát, de az először Berat irányába visszavonuló olaszok egyre hevesebb támadásokat intéztek ellenük, és a görög csapatokat végül 1941. április 17-én evakuálták. 1942-től a Nemzeti Front vezetőségi tagja, Safet Butka által vezetett különítmény tevékenykedett Korça és Kolonja vidékén. 1943. március 25-én sikeres támadást hajtottak végre az Ersekában állomásozott olaszok ellen, raktárukból pedig nagy mennyiségű fegyvert és lőszert zsákmányoltak.
A kommunizmus évtizedeiben élelmiszer- és szeszipari üzemegységeket telepítettek Ersekába.[forrás?]

## Nevezetességei
Az alpesi környezetben fekvő kisváros látnivalókban szűkölködik, a városképet a 20. század második felében épített négyszintes blokkházak határozzák meg. Egy kisebb néprajzi múzeum működik Ersekában, előtte szocialista realista szobor, amely az ütközetek között olvasni tanuló második világháborús kommunista partizánt ábrázolja. A bektásik korçai régióján belül Erseka a szúfi rend második számú vallási központja.

### Nevezetes ersekaiak
- Petro Dode(wd) (1924–) kommunista politikus, az albán parlament elnöke (1987–1991)